# Châtelain (Mayenne)
Châtelain település Franciaországban, Mayenne megyében. Lakosainak száma 464 fő (2022. január 1.). Châtelain Coudray, Château-Gontier-sur-Mayenne, Gennes-Longuefuye és Bierné-les-Villages községekkel határos.

## Népesség
A település népességének változása:
| Lakosok száma | 401  | 341  | 393  | 467  | 499  | 489  | 469  | 455  | 451  | 464  |
|               | 1968 | 1982 | 1990 | 2006 | 2013 | 2015 | 2017 | 2019 | 2020 | 2022 |